# Arnold Korff
Pour les articles homonymes, voir Korff.
Arnold Korff (aussi Arnold von Korff, né Arnold Korff-Kirsch), né le 2 août 1870 à Vienne alors en Autriche-Hongrie, et mort le 2 juin 1944 à New York, est un acteur hollywoodien d'origine autrichienne.
Il est apparu dans plusieurs productions allemandes et autrichiennes avant d'émigrer aux États-Unis et d'y poursuivre sa carrière. Sa première apparition sur la scène américaine eut lieu à Denver en 1892.

## Filmographie partielle
- 1921 : La Découverte d'un secret ou Le Château de Vogelöd (Schloß Vogelöd), de Friedrich Wilhelm Murnau : Herr von Vogelschrey, le châtelain de Vogelöd
- 1922 : Fräulein Julie de Felix Basch :
- 1923 : Tragödie der Liebe de Joe May
- 1923 : Le Secret de la duchesse (Das Geheimnis der Herzogin), de Claus Albrecht
- 1927 : Die berühmte Frau de Robert Wiene
- 1928 : Luther – Ein Film der deutschen Reformation, de Hans Kyser
- 1930 : Buster s'en va-t-en guerre (Doughboys), d'Edward Sedgwick : Gustave
- 1930 : Men of the North de Hal Roach : John Ruskin
- 1931 : Le Passeport jaune (The Yellow Ticket), de Raoul Walsh : le grand-père Kalish
- 1931 : Une tragédie américaine (An American Tragedy) de Josef von Sternberg : le juge
- 1931 : Ambassador Bill de Sam Taylor
- 1932 : Evenings for Sale de Stuart Walker
- 1935 : Shanghai de James Flood : Van Hoeffer
- 1935 : Sa Majesté s'amuse (All the King's Horses), de Frank Tuttle : Baron Kraemer, Lord Chamberlain
- 1935 : Cinquante mille dollars morte ou vive (Three Kids and a Queen) d'Edward Ludwig